# La Mer (Chanson)
La Mer (französisch Das Meer) ist ein Chanson des französischen Chansonniers Charles Trenet. Es entstand im Jahr 1943 und wurde von Trenet erstmals 1946 eingespielt. Seither wurde das Lied von zahlreichen internationalen Interpreten gecovert und entwickelte sich zu einem der bekanntesten französischen Chansons.

## Text und Musik
Der amerikanische Songwriter Jack Lawrence, der La Mer ins Englische übertrug, beschrieb Trenets Chanson als Tongedicht ganz im Stile von Claude Debussys gleichnamiger sinfonischen Dichtung La Mer, auf die der Titel Bezug nimmt. Trenet meditiere über die verschiedenen Stimmungen der See und wie er durch sie berührt wird. Auf den Wellen spiegeln sich Sonnenlicht und Wolken. In den Tiefen des Ozeans entdeckt er Engel, Schafe und eine azurblaue Schäferin.
Die erste Strophe lautet:
La mer

Qu’on voit danser le long des golfes clairs

A des reflets d’argent

La mer

Des reflets changeants

Sous la pluie
Das Lied setzt ein mit dem Spiel einer Harfe, deren Arpeggio als Untermalung der Wellenbewegung verstanden werden kann. Trenets Gesang steigert sich in einer Klimax, bis er beim Finale von einem Männerchor begleitet wird. Jede Strophe wird einheitlich mit den Worten „La mer“ eingeleitet.
Stefan Lüddemann beschreibt das Chanson als „so schwebend leicht wie die Reflexe des Sonnenlichts auf dem Mittelmeer, so rührselig wie eine Urlaubserinnerung“. Laut Will Friedwald wird das Lied gewöhnlich mit dem Ernst und der Feierlichkeit einer Nationalhymne intoniert und ist eine Quelle gallischen Stolzes. Gerade seine Veröffentlichung unmittelbar nach der Libération, der Befreiung Frankreichs vom Nationalsozialismus, trug zu diesem Gefühl von Stolz und zur Popularität des Chansons bei. Kritiker warfen Trenet hingegen vor, mit dem Chanson Pétain’sche Werte wie die heimische „Scholle“ und die Jugend zu verklären.

## Geschichte
Trenet schrieb das Lied 1943 (nach anderen Quellen im Juli 1942) auf einer Zugfahrt nach Perpignan in Begleitung des Sängers Roland Gerbeau und des Pianisten Léo Chauliac. Die Seenlandschaft, durch die die Fahrt führte, rief Trenet ein Gedicht in Erinnerung, das er bereits als Jugendlicher verfasst hatte. Chauliac hielt Trenets dazu gesummte Melodie fest und bearbeitete sie später noch. Meistens wird er jedoch nicht als Mitkomponist des Stückes erwähnt.
Eine erste Aufführung des Chansons vor Publikum fand nur schwachen Anklang. Trenet selbst fand das Lied zu „solennelle et rococo“ („feierlich und Rokoko“), und es verschwand für zwei Jahre in der Schublade. Die erste Plattenveröffentlichung sang 1945 Roland Gerbeau ein, nachdem Suzy Solidor den Titel abgelehnt hatte. Trenet nahm seinen Titel erst 1946 auf Druck des Musikverlegers Raoul Breton auf. Die Einspielung wurde dirigiert von Albert Lasry, der in neuen Ausgaben des Liedes auch als Co-Komponist genannt wird.
La Mer wurde, auch dank der Performance von Trenet, zu einem Hit im Nachkriegsfrankreich. Der Erfolg machte bald auch Interpreten in anderen Ländern auf das Stück aufmerksam, die Coverversionen des Stückes aufnahmen. Im Jahr 1966 bezeichnete das amerikanische Billboard-Magazin das Lied gemeinsam mit La vie en rose als das meistverkaufte französische Lied und zählte knapp 100 Einspielungen. Zu Trenets Tod im Jahr 2001 war diese Zahl bereits auf über 4000 Einspielungen angewachsen. Die Zahl verkaufter Tonträger des Chansons lag zu diesem Zeitpunkt bei über 70 Millionen.
Der Sänger Max Raabe ließ im Oktober 2016 auf der Webseite seines Palastorchesters sein Publikum in einer Online-Abstimmung das Repertoire für seine neue Tournee zusammenstellen. Es standen 600 Titel zur Auswahl und La Mer landete bei der Abstimmung mit großem Abstand auf Platz 1.

## Interpretationen
In Frankreich wurde der Chanson im Laufe der Jahre von zahlreichen Sängern und Musikern gecovert. Aber auch außerhalb von Frankreich erwies sich die französische Originalversion als populär. Trenet selbst veröffentlichte bereits 1947 eine Version in den Vereinigten Staaten. Bing Crosby nahm sie 1953 für sein Album Le Bing: Song Hits of Paris auf. Weitere Aufnahmen internationaler Künstler stammen von Cliff Richard, Julio Iglesias, Laura Fygi, Dalida, Karel Gott und Demis Roussos.
Der amerikanische Songwriter Jack Lawrence übertrug La Mer 1946 als Beyond the Sea ins Englische. Dabei handelt seine Version des Liedes von einem Liebenden, der sich nach seiner Liebe „beyond the sea“ („jenseits des Meeres“) sehnt. Für den amerikanischen Sänger Bobby Darin wurde Beyond the Sea einer seiner größten Erfolge. Er erreichte mit dem Lied Rang 6 der Billboard Hot 100 und Rang 8 der UK-Singlecharts. Seine Lebensgeschichte wurde 2004 unter dem Titel Beyond the Sea – Musik war sein Leben verfilmt.
Benny Goodman kam mit einer Instrumentalfassung 1949 auf Position 26 der US-Charts. Weitere Instrumentalversionen wurden unter anderem von Ray Conniff, Richard Clayderman, Paul Mauriat, Percy Faith, Mantovani und Django Reinhardt eingespielt.
Die erste deutsche Übersetzung schrieb 1948 Hans Fritz Beckmann gemeinsam mit Lale Andersen (unter ihrem Pseudonym Nicola Wilke). Andersen sang das Lied in der Begleitung Michael Jarys und seines Orchesters. Beckmann war mit der Fassung allerdings unzufrieden und fertigte eine stark veränderte Neuübersetzung an, die 1949 in der Einspielung von Liselotte Malkowsky mit dem Orchester Adalbert Lutters populär wurde. Noch im Dezember 1948 erschien auch eine instrumentale Trompeteninterpretation von Kurt Hohenberger mit seinem Solisten-Orchester. Der dänische Gitarrist Jørgen Ingmann hatte mit einer Instrumentalversion von La Mer 1964 ebenfalls einigen Erfolg in Deutschland. Weitere Aufnahmen der deutschen Version stammen unter anderem von Lolita, Eva Lind, Peter Alexander, Caterina Valente und Götz Alsmann.

## Verwendung als Filmmusik
Die Originalversion von Trenet wurde in vielen Filmen benutzt, z. B. in Ein Zauberer an meiner Seite (1971), L.A. Story (1991), Funny Bones (1995), Die Träumer (2003), Schmetterling und Taucherglocke (2007), Konferenz der Tiere (2010), Sein letztes Rennen (2013), Bretonische Verhältnisse - Kommissar Dupin (2014), Das brandneue Testament (2015), Der Vater meiner besten Freundin (2015), Das letzte Problem (2019). Im Finale des Films Mr. Bean macht Ferien (2007) tanzt Mr. Bean zu diesem Chanson am Strand der Côte d’Azur. In Brösels Trickfilm Werner – Gekotzt wird später! untermalt La mer die idyllische Anfangsszene auf einem korsischen Campingplatz. Auch in den deutschen Krimiserien Derrick (Madeira, April 1975, mit Curd Jürgens), Ein starkes Team (Das große Fressen, Oktober 2009) und Tatort (Amour Fou, Juni 2017) wurde das Lied eingesetzt. Zuletzt wurde es in der Serie Black Mirror in Staffel 6 Folge 3 („Beyond the Sea“) verwendet.
Die englische Coverversion von Robbie Williams ist im Animationsfilm Findet Nemo (2003) zu hören. In der französischen Sprachfassung des Films wird Trenets Originalversion verwendet. Im Film French Kiss (1995) singt Kevin Kline das Lied im Abspann auf Französisch. Eine weitere Version, gesungen von Julio Iglesias, beschließt den britischen Spionagefilm Dame, König, As, Spion (2011). In einer Episode der Serie Lost aus dem Jahr 2005 wird das Lied von Maggie Grace angesungen und durch Klavierspiel fortgesetzt. In den Ablegern der BioShock-Spielereihe hört man oft eine Cover-Version des Jazz-Gitarristen Django Reinhardt.

### Musikbeispiele
- Charles Trenet: La Mer (Officiel Live Version) auf YouTube
- Lale Andersen: Das Meer auf YouTube
- Bobby Darin: Beyond the Sea auf YouTube
- Kevin Spacey: Beyond the Sea auf YouTube